# Maslov-Oreixin
Maslov-Oreixin (en rus: Маслов-Орешин) és un poble de l'óblast de Saràtov, a Rússia, segons el cens del 2010 tenia 129 habitants. Pertany al districte municipal d'Ozinki.